# Sonata para violín n.º 4 (Beethoven)

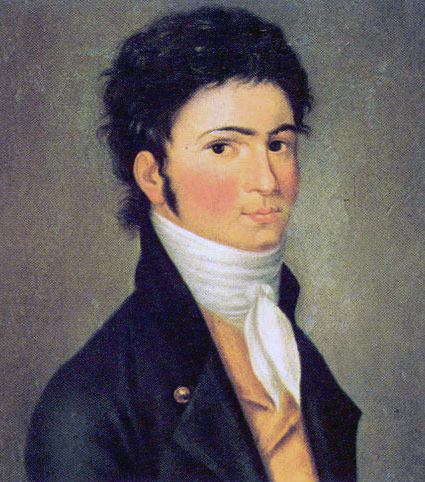
Beethoven en 1801, por Carl Riedel.

La sonata para violín y piano n.º 4 en la menor, Op. 23 es una pieza camerística compuesta por Ludwig van Beethoven en 1800 y publicada en 1801. La partitura está dedicada al conde Moritz von Fries.

## Historia

### Composición
La composición de la Sonata para violín n.º 4 Op. 23 y de la n.º 5 Op. 24, llamada Primavera, se desarrolló al mismo tiempo desde el verano de 1800 hasta principios de 1801. Bocetos de los dos primeros movimientos del Op. 23 se encuentran mezclados con esbozos de la Sonata para piano Op. 22 y la Sonata para violín Op. 24. El cuaderno de borradores fue publicado por Nottebohm en 1865. Del Op. 24 se conserva la partitura autógrafa de los tres primeros movimientos, que en la actualidad se encuentran en la Biblioteca Nacional de Austria en Viena y se puede consultar en línea.
Durante los primeros años del nuevo siglo Beethoven se volvió cada vez más impaciente con aquellos que no podían seguir el ritmo de sus ideas, entre ellos Joseph Haydn que había sido su maestro. El propio Haydn comentó a su biógrafo Giuseppe Carpani lo siguiente sobre su alumno:

«Sus primeras obras me agradaron considerablemente, pero debo admitir que no entiendo las más recientes. Me da la impresión de que improvisa continuamente.»
—Joseph Haydn.

El joven compositor se sentía cada vez menos satisfecho con su anterior y más popular Septeto, como demuestra su célebre conversación con Wenzel Krumpholz.

«No estoy satisfecho con lo que he compuesto hasta ahora. De ahora en adelante pretendo emprender un nuevo camino.»
—Ludwig van Beethoven

En cualquier caso la música que compuso en los tres primeros años del nuevo siglo, alternando periodos de esperanza con la desesperación total a medida que su audición se iba deteriorando, sugiere no solo un nuevo camino único sino una serie de nuevas iniciativas. Entre ellas un énfasis creciente en rasgos como el heroísmo y el coraje mostrados en el primer movimiento de la Sonata a Kreutzer (1802-1803) o bien profundas emociones y espiritualidad como en el movimiento lento de la Sonata Primavera (1800-1801).

### Publicación

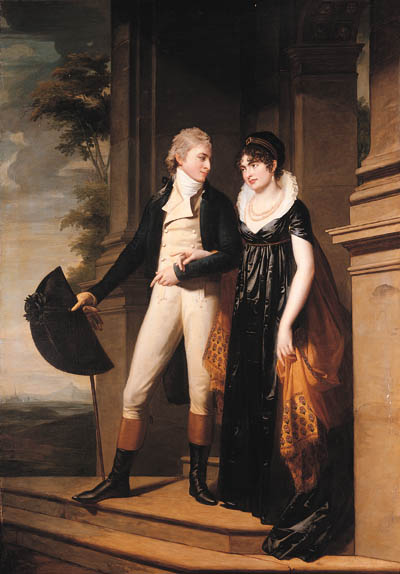
Conde Moritz von Fries, dedicatario de las sonatas Op. 23 y 24, con su esposa (Jean-Laurent Mosnier, c. 1801).

La primera publicación de las piezas fue llevada a cabo por el editor Tranquillo Mollo en octubre de 1801 en Viena. Fueron anunciadas en el Wiener Zeitung de 28 de octubre de 1801 bajo el nombre "Deux Sonates pour le Pianoforte avec un Violon, op. 23" (Dos sonatas para el pianoforte con un violín, op. 23). La intención original de Beethoven era publicar esta sonata como complemento de su Sonata Primavera. La sonata Op. 24 iba a ser la Op. 23 n.º 2. De hecho fue anunciada para su publicación bajo esta etiqueta por Mollo y existe una copia del Op. 24 en la que figura el número 2. Ambas obras aparecieron juntas bajo el opus común Op. 23. Sin embargo, en una nueva edición del año siguiente las partes para violín de las dos sonatas se editaron en formatos diferentes por error. La particella para violín de segunda sonata se imprimió en formato apaisado. Para salvar las apariencias y ahorrarse los costes de un nuevo grabado, las sonatas se publicaron bajo números de opus consecutivos. En cualquier caso la separación resulta apropiada puesto que ambas obras difícilmente podrían ser más diferentes entre sí. Son como un par contrastante de individuos con personalidad fría y cálida respectivamente. La sonata n.º 4 es distante, ascética, de tono dramático y textura ligera al menos en sus movimientos exteriores. En dichos movimientos el piano se reduce a menudo a una escritura a dos voces y los tres movimientos, a pesar de gastar una notable energía a lo largo del camino, terminan en pianissimo. Por su parte, la sonata n.º 5 es cautivadora, lírica, brillante, expansiva y a veces incluso humorística.
La dedicatoria que figura en la partitura del par de sonatas Op. 23 y Op. 24 es para el conde Moritz von Fries, que era aristócrata, banquero y mecenas de diversos artistas como Beethoven, Haydn y Schubert. Era además un músico amateur instruido en el violín por Giacomo Conti, que era líder de la orquesta en la ópera italiana de Viena. Según el hermano de Beethoven, Carl, el conde había encargado dos sonatas para violín conforme a un acuerdo que era habitual en la época. Tal acuerdo da derecho a quien paga una suma fijada por una pieza a su posesión exclusiva durante medio año, un año entero o más. Por otra parte el comprador se obliga a no dar el manuscrito a nadie durante el tiempo establecido y al finalizar el plazo el compositor puede hacer lo que quiera con la pieza. El conde von Fries ayudó a Beethoven de manera continuada durante años hasta que se declaró en quiebra. A cambio de su generoso apoyo económico recibió varias dedicatorias significativas como el Quinteto de cuerda Op. 29 y la Sinfonía n.º 7.

## Estructura y análisis
La sonata consta de tres movimientos:
- I. Presto, en la menor 6
8
- II. Andante scherzoso più allegretto, en la mayor 2
4
- III. Allegro molto, en la menor 2
2

La interpretación de esta obra dura aproximadamente 20 minutos. Con estas dos piezas Beethoven impulsó la renovación formal de las sonatas para violín dándoles un enfoque más sinfónico que puramente camerístico. 

### I.Presto
El primer movimiento, Presto, está escrito en la tonalidad de la menor, en compás de 6/8 y sigue la forma sonata. Está marcado por un desarrollo prolongado de 92 compases, que supera la exposición de 71 compases. Se trata el tema principal y los dos motivos de la transición. Después se presenta una reelaboración del tema principal en lugar de la recapitulación esperada, y nuevamente en la coda.

### II.Andante scherzoso più allegretto
El segundo movimiento, Andante scherzoso più allegretto, está en la mayor y en compás de 2/4. Adopta la forma de un movimiento de sonata, solo gana estabilidad métrica desde el violín a partir del compás 8. La transición está diseñada como un contrapunto.

### III.Allegro molto
El tercer y último movimiento, Allegro molto, retoma la tonalidad inicial, el ritmo es alla breve y responde a la forma rondó. El Finale se caracteriza por el mismo efecto dramático que el primer movimiento. Después de los tres pareados, sigue una conclusión, que el musicólogo Peter Cahn considera como una coda extendida. Justo antes de la conclusión final del movimiento, se repiten los tres pareados. Los bocetos del compositor muestran que Beethoven elaboró tres borradores para el final de la sonata antes de decidirse por esta versión poco convencional.

## Recepción de la obra
A diferencia de las tres primeras sonatas para violín, ésta recibió una acogida favorable por parte de la crítica. Mientras las dos sonatas aún se publicaban bajo el Op. 23, el Allgemeine musikalische Zeitung certificó que ambas obras no estaban "simplemente sazonadas con una idea nueva y fugaz", y escribió lo siguiente:

«(...) las mejores escritas por Beethoven, lo que quiere decir que están entre las mejores que se hayan escrito nunca. (...)

En sus primeras obras Beethoven se lanzaba con un aire taciturno, huraño, adusto y sombrío. Ahora empieza a desdeñar el exceso y se manifiesta con más claridad y, sin perder nada de su carácter, se vuelve más amable (...). Estas dos sonatas, y sobre todo la primera [Op. 23], son mucho menos difíciles de tocar y, por tanto, más accesibles al gran público que muchas obras anteriores de Beethoven.»
– Allgemeine musikalische Zeitung, enero de 1802

En mayo de 1802 otra reseña en el Allgemeine musikalische Zeitung alabó "su estricto orden, claridad y elaboración", un agradable cambio en comparación con las críticas recibidas tres años antes en el mismo periódico por sus Sonatas para violín n.º 1, n.º 2 y n.º 3 Op. 12.
En la actualidad la Sonata para violín Op. 23 se ha visto eclipsada por la Sonata Primavera.